# ألتيس لاند
ألتيس لاند (الأرض القديمة) هي منطقة من المستنقعات المستصلحة الممتدة على أجزاء من سكسونيا السفلى وهامبورغ. تقع المنطقة في اتجاه مجرى النهر من هامبورغ على ضفة النهر الجنوبية الغربية لنهر إلبه حول مدن شتاده وبوكستهوده ويورك وزامتغيماينده في لوهي. وتضم في هامبورغ أحياء نوينفيلده وكرانز وفرانكوب وفينكانفيرده. وألتيس لاند هي إحدى مستنقعات إلبه.
أدت الأراضي الخصبة إلى تطور ثقافة تهيمن عليها الزراعة. تُعرف القرى باسم مارشوفندورف (قرى المستنقعات)، وهي نوع خاص من القرى حيث تقع المزارع على طول الشوارع والأرض خلفها مباشرة. والسمة المميزة هي بيوت المزارع نصف الخشبية المزينة بشكل غني مع بواباتها المتقنة.